# Marius Ruhland
Marius Ruhland (* 10. Juni 1975 in Bonn) ist ein deutscher Filmkomponist.

## Werdegang
Marius Ruhland studierte Komposition bei Johannes Schild und Dieter Acker an den Musikhochschulen Köln und München.
Der Durchbruch als Filmkomponist gelang ihm mit dem 1999 komponierten Score zum Horror-Thriller Anatomie, der zum erfolgreichsten deutschen Kinofilm des Jahres 2000 wurde. In der Folge schrieb er unter anderem zu Teilen die Musik zum Berlinale-Eröffnungsfilm 2002 Heaven von Tom Tykwer, die Musik zu Anatomie 2 sowie zu Bernd Eichingers Komödie Wie die Karnickel. Zu weiteren Arbeiten zählen das Coming-out-of-Age Drama Am Ende eines viel zu kurzen Tages (Death of a Superhero) mit Andy Serkis und Thomas Brodie-Sangster, der 3D-Animationsfilm Janosch: Komm, wir finden einen Schatz sowie TV-Filme wie Kennedy’s Hirn, Böses Erwachen oder Das Geheimnis des Roten Hauses.
Weiterhin ist Marius Ruhland für die Musikproduktionen der Automobilmarke Mercedes-Benz weltweit verantwortlich. Insgesamt betreute eher über 50 Live Events musikalisch für Mercedes-Benz.
Während dieser fast zehnjährigen Tätigkeit kam es zu Zusammenarbeiten mit Künstlern wie Alicia Keys, Moses Pendleton, MOMAX Dance Theater, Cirque du Soleil, The Chinese National State Circus oder Francesco Tristano.
Für die Linde AG verfasste er 2010 die Auftragskomposition Linde Suite, ein fünfsätziges Konzertwerk, dem 2012 die Linde Suite Teil 2 folgte, welche in Shanghai uraufgeführt wurde.
Diverse Kompositionen für den Konzertsaal wurden vom Münchner Rundfunkorchester, den Münchner Symphonikern, der Bremer Kammerphilharmonie und den Hofer Symphonikern aufgeführt.
Weitere Zusammenarbeiten entstanden mit dem London Metropolitan Orchestra, dem Bratislava Radio State Symphony Orchestra, dem Orchester der Synchron Stage Vienna uvm
Seit über 20 Jahren ist Marius Ruhland fester Bestandteil des Gohl/McLaughlin Film music producer teams, welches bisher über 200 internationale Kinofilme realisierte.
Marius Ruhland war von 2005 bis 2020 mit der Sängerin und Kulturreferentin Jennifer Ruhland verheiratet. Aus der Ehe gingen zwei Kinder hervor.

## Filmografie (Auswahl)
- 2000: Anatomie
- 2001: Heaven, Miramax, Regie: Tom Tykwer
- 2002: Anatomie 2
- 2002: Wie die Karnickel
- 2004: Durch Liebe erlöst – ZDF-Zweiteiler
- 2007: Die Fälscher (The Counterfeiters)
- 2009: Böses Erwachen, Regie: Urs Egger
- 2009: Kennedys Hirn, Regie: Urs Egger
- 2009: Ich trag dich bis ans Ende der Welt, Regie: Christine Kabisch
- 2011: Komm, wir finden einen Schatz, Regie: Irina Probost
- 2012: Am Ende eines viel zu kurzen Tages (Death of a Superhero), Regie: Ian Fitzgibbon
- 2014: Eine Liebe für den Frieden – Bertha von Suttner und Alfred Nobel, Regie: Urs Egger
- 2014: Die Seelen im Feuer, Regie: Urs Egger
- 2014–2016: Inga Lindström (zwei Episoden)
- 2017: Die Hölle – Inferno, Regie: Stefan Ruzowitzky
- 2019: Die Chefin – ZDF (2 Episoden)
- 2020: Der Alte – ZDF (eine Episode)
- 2021: Der Alte – ZDF (eine Episode)
- 2021: Valara (Kurzfilm), Regie: Florian Schott
- 2022: Der Alte – Böses Blut (eine Episode)
- 2023: Der Alte – Abstiegsangst, Regie Axel, M. Barth
- 2023: Polizeiruf 110: Paranoia, Regie Tobias Ineichen[2]

## Sonstige Werke
- Uraufführung des Orchesterwerkes „Das Piratenschwein“, frei nach Cornelia Funke Im Münchner Künstlerhaus.